# Bortolo Belotti
Pour les articles homonymes, voir Belotti.
Bortolo Belotti (Zogno, 26 août 1877 - Sonvico, 24 juillet 1944) est un homme politique, historien et juriste italien. Il est également un poète raffiné et est considéré comme l'une des figures les plus représentatives du Val Brembana au XXe siècle. Bortolo Belotti doit sa renommée principalement à sa "Storia di Bergamo e dei Bergamaschi", le plus important traité sur l'histoire de Bergame et de sa province.

## Biographie
Il est né le 26 août 1877 à Zogno, une ville de la vallée de la Brembana, de Cesare Belotti et Maria Offredi, dans une famille bourgeoise de tradition libérale. Après l'école primaire dans sa ville natale, il est inscrit au Collegio Vescovile Sant'Alessandro de Bergame, où il obtient une distinction au concours Barca Vitalba à l'âge de 14 ans avec un travail sur l'histoire des Lombards. Il suit la dernière année du lycée classique "Paolo Sarpi" de Bergame. Il est admis au "Collège Ghislieri" de l'université de Pavie et obtient sa licence en droit en 1899, avec une thèse sur les galeries du Fédécommissariat à Rome. Il s'installe ensuite à Milan pour exercer la profession d'avocat à la Cour ; il y poursuit son activité scientifique, enseignant le droit commercial et financier dans certains instituts et collaborant directement à certaines revues de droit et de jurisprudence.
Il est membre de la franc-maçonnerie.
En 1907, il commence une activité politique au sein du Partito Economico (Parti économique), un mouvement de la droite libérale. Il est élu conseiller et échevin dans la municipalité de Zogno, puis conseiller à Milan de 1909 à 1914. À partir de 1914, il est également conseiller provincial du district de Zogno, poste qu'il occupe pendant une dizaine d'années. En 1913, il est également élu député national pour la circonscription de Zogno, après un duel jusqu'au dernier vote avec le candidat catholique Carugati : 49,7 contre 49,4 %.
Sa politique vise le développement économique et industriel du vallée de la Brembana (Val Brembana), se battant par exemple pour l'extension du chemin de fer jusqu'à Piazza Brembana et pour la réalisation de projets hydroélectriques. Réélu député aux élections de 1919, il est nommé sous-secrétaire au Trésor en 1921, puis ministre de l'industrie et du commerce dans le premier gouvernement Bonomi, en fonction entre 1921 et 1922. De cette dernière expérience, on se souvient surtout de la vente de la villa Cargnacco à Gabriele D'Annunzio pour la construction du complexe Vittoriale. La politique n'empêche pas Belotti de faire des recherches dans les domaines du droit, de l'histoire et de la littérature : en 1919, il publie un traité, presque unique au monde, sur le "droit du tourisme", préparé pendant son administration du Touring Club d'Italie (Touring Club Italiano). 

Entre 1919 et 1921, Belotti promeut plusieurs partis libéraux tels que le Parti libéral-réformateur (Partito Liberale Riformatore), le Parti libéral italien (Partito liberale italiano - PLI) et le Parti libéral démocratique italien (Partito Liberale Democratico Italiano - PLDI), tandis qu'en 1922, il adhère finalement au PLI. Au sein du parti libéral, Belotti appartient au groupe de la droite cavourienne. En ce qui concerne le fascisme, il adopte d'abord une attitude modérément favorable et vote au Parlement en faveur du gouvernement Mussolini. Ses critiques de plus en plus virulentes à l'égard de l'alliance entre le PLI et le Parti national fasciste (Partito Nazionale Fascista - PNF) l'empêchent de se représenter aux élections de 1924, ce qui aboutit au discours qu'il prononce au congrès libéral de Livourne en octobre 1924. Il retourne donc à la profession d'avocat, se consacrant à la recherche historique et à la production poétique. Le 27 octobre 1930, il est arrêté à Milan sous l'accusation de vouloir fonder une revue politique avec Ivanoe Bonomi (en réalité pour antifascisme obstiné) et est envoyé en exil à Cava dei Tirreni, où il reste jusqu'à Pâques 1931.
En 1940, il publie son œuvre la plus célèbre : la Storia di Bergamo e dei Bergamaschi (Histoire de Bergame et des Bergamasques), chez l'éditeur Ceschina de Milan, qui reste encore aujourd'hui l'ouvrage le plus complet et le plus détaillé jamais écrit sur le sujet. Il est suivi en 1942 par Storia di Zogno e di alcune terre vicine (Histoire de Zogno et de quelques terres voisines). Après la chute du fascisme en juillet 1943, il reprend contact avec les hommes du libéralisme italien et dirige la transition de Bergame vers la démocratie, mais après les événements du 8 septembre (armistice de Cassibile), il est contraint de fuir en Suisse. Il y participe aux organisations des exilés modérés italiens et fonde avec Ettore Janni et Luigi Einaudi le périodique "L'Italia e il Secondo Risorgimento" et organise des conférences sur Camillo Cavour et la Première Guerre mondiale.
Il décède le 24 juillet 1944 à Sonvico, près de Lugano. Quelques mois auparavant, les bombardements alliés avaient détruit sa maison à Milan, ainsi que sa vaste bibliothèque et son studio professionnel.
Après la guerre, sa dépouille est transférée de Lugano à Zogno le 22 septembre 1945, où des funérailles solennelles ont lieu.

## Remerciements
Bergame et Milan ont chacune donné son nom à une rue, tandis qu'à Zogno, en 1954, à l'occasion du dixième anniversaire de sa mort, un monument a été érigé par le sculpteur Piero Brolis et l'ingénieur Luigi Angelini. Zogno dédia également à Belotti un buste des jumeaux Carlo et Luigi Rigola, exécuté en 1921 à l'occasion de l'inauguration du Monument aux morts de Zogno; une copie du buste fut donnée en 1960 à la Biblioteca Civica Angelo Mai de Bergame par Bernardino Belotti, le frère de l'illustre personnage.
L'"Istituto Tecnico Commerciale" (Institut technique commercial) de Bergame porte son nom.

## Œuvres littéraires
On se souvient également de Bortolo Belotti comme d'un historien et d'un poète distingué : il a concentré sa production sur les traditions et les événements historiques de sa patrie.
Parmi ses œuvres, citons :
- La vita di Bartolomeo Colleoni [La vie de Bartolomeo Colleoni] (1923)
- La parola di Camillo Cavour [La parole de Camillo Cavour] (1924)
- Il Dramma di Gerolamo Olgiati [Le drame de Gerolamo Olgiati] (1929)
- Una sacrilega faida Bergamasca del '500 [Une querelle bergamasque sacrilège du 16e siècle] (1934)
- Studi colleoneschi [Études collégiales] (1939)
- Storia di Bergamo e dei Bergamaschi [Histoire de Bergame et des Bergamasques] (1940)
- Storia di Zogno e di alcune terre vicine [Histoire de Zogno et de quelques terres voisines] (1942)

En 1959, une deuxième édition de sa Storia di Bergamo e dei Bergamaschi a été éditée, imprimée en 6 volumes avec des photos et des illustrations, qui a été suivie en 1990 d'une troisième édition en 9 volumes avec des pages mises à jour, de nouvelles notes et des photographies.
En 1965, il y a eu une deuxième édition de Il Dramma di Gerolamo Olgiati avec le titre Storia di una congiura (Histoire d'une conspiration d'Olgiati).
Sa riche production poétique, dont une grande partie est en dialecte bergamasque, est recueillie dans les volumes Poesie della montagna del fiume e della valle, Poesie bergamasche e Val Brembana.
Il a également publié des dizaines d'écrits juridiques, sur le droit de la famille et le droit économique.